# Pacific Truck and Trailer
La Pacific Truck and Trailer Limited a été créée en 1947 par trois anciens dirigeants de la Hayes Manufacturing Company ; ils avaient pour but de construire des camions grumiers gros travaux adaptés aux conditions de l’industrie du bois canadienne (ils en fabriquèrent aussi pour l’exploitation pétrolifère et les travaux publics).
La compagnie fut rachetée en 1972 par International trucks Harvester Canada ; puis elle fut revendue à l’Inchcape Group en 1986. Elle continua à produire des camions tels que les P500 et P.12.W, équipés de moteurs comme Cummins,
Detroit Diesel et Caterpillar.
La production cessa au début des années 1990.